# Kościół św. Doroty w Harklowej
Kościół św. Doroty w Harklowej – rzymskokatolicki neogotycki kościół parafialny, zbudowany w latach 1894–1896, znajdujący się w Harklowej.
W 1990 obiekt wpisany do rejestru zabytków.

## Historia obiektu
Pierwszy kościół parafialny, zapewne drewniany, powstał na przełomie XIV i XV w. W 1860 tamtą świątynię zastąpił nowy budynek. Wybudowano mały drewniany jednonawowy kościół z przedsionkiem zbitym z desek i małą zakrystią. W 1889 kościół powiększono i zbudowano nowszą obszerną zakrystię. 21 lipca 1894 spłonął doszczętnie. Część wyposażenia uratowano, co umożliwiło wykorzystanie w kolejnym kościele. Murowaną świątynię zbudowano staraniem proboszcza Stanisława Hańskiego i ofiarności społeczeństwa w latach 1894–1896 według projektu Teodora Talowskiego. W budowie pomagali mieszkańcy okolicznych wsi: Głębokiej, 
Kunowej, Osobnicy, Sławęcina i Wójtowej. Kościół został poświęcony w 1896. 9 lipca 1906 świątynię konsekrował przemyski biskup pomocniczy Karol Fischer. Drugi tytuł Niepokalanego Serca Najświętszej Maryi Panny kościół otrzymał w 1942. W 1959 polichromię wykonał Stanisław Szmuc. W latach 1965–1966 odnowiono ołtarze, chór oraz wstawiono witraże.

Elewacja północna
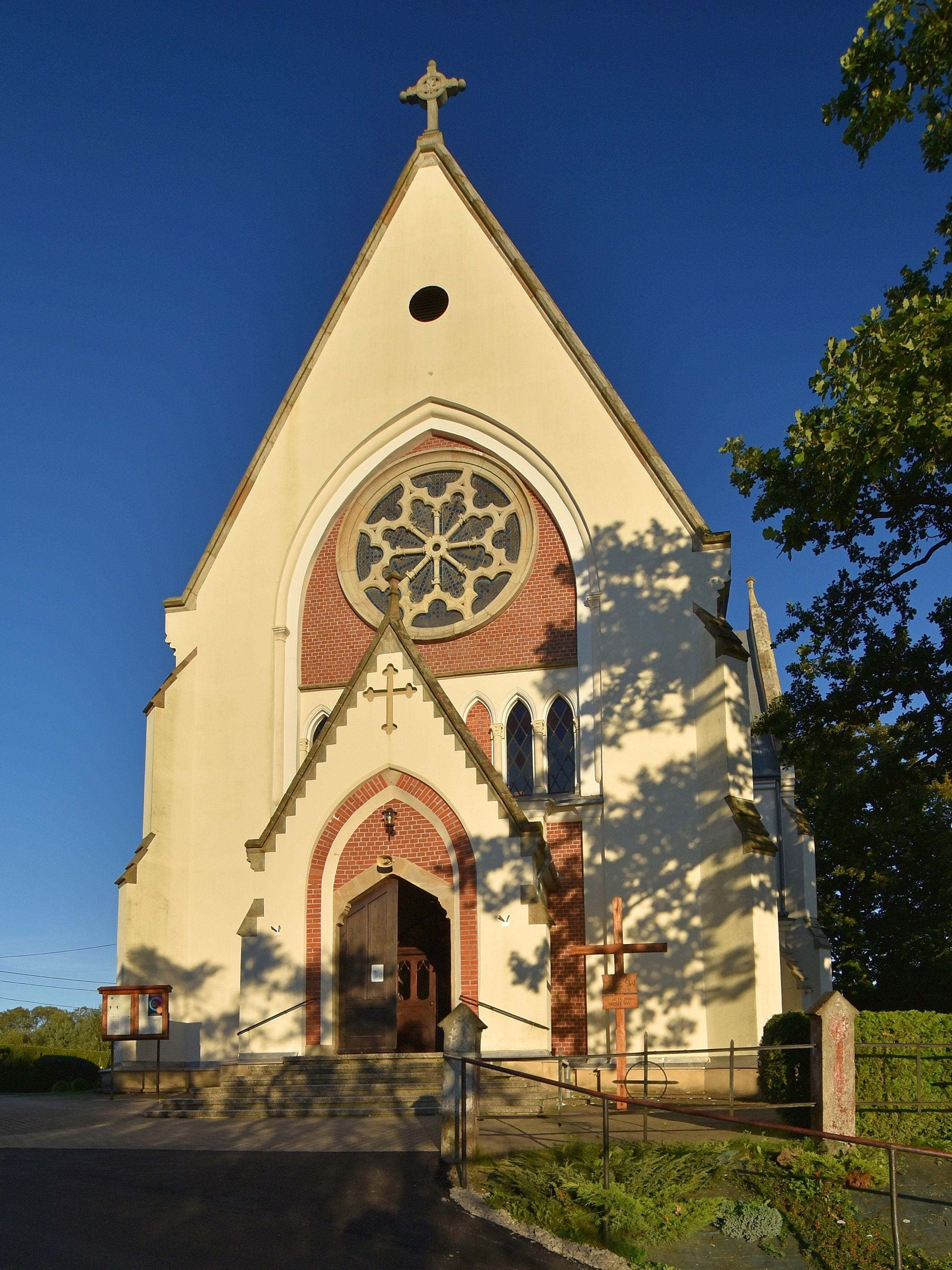
Widok od frontu
Dzwonnica

## Architektura i wyposażenie
Jednonawowy obiekt w stylu neogotyckim zbudowano z cegły i ciosów kamiennych. Budowla na rzucie krzyża, którego boczne ramiona stanowią dwie kaplice, pierwotnie była pokryta dachówką, obecnie blachą.
We wnętrzu zachowały się trzy ołtarze oraz obraz Chrystusa na krzyżu w typie ikonograficznym Jezusa Milatyńskiego popularnego w czasie kontrreformacji. W barokowym ołtarzu głównym z drugiej połowy XVIII w. zamiennie z siedemnastowiecznym krucyfiksem prezentowany jest obraz św. Doroty noszący cechy malarstwa Bractwa św. Łukasza.

## Otoczenie
Od strony zachodniej znajduje się murowana dzwonnica zbudowana w 1935 z dwoma dzwonami: jeden z 1594, drugi z czasów późniejszych. Dzwony w czasie wojny zabrali Niemcy. W 1960 konsekrowano nowe.